# Неждет Мустафа
Неждет Мустафа (на цигански: Neždet Mustafa, на македонска литературна норма: Неждет Мустафа) е политик от Северна Македония.

## Биография
Роден е на 17 май 1962 година в град Скопие в квартала Шуто Оризари. Лидер е на Обединената партия за еманципация. Завършва Философския факултет на Скопския университет. Между 1991 и 1994 е редактор на ромската редакция при Македонската радио и телевизия. В периода 1996-2002 е кмет на община Шуто Оризари. Народен представител между 2002 и 2008 година. През 2008 е назначен за министър без ресор и като такъв остава и в правителството, съставено на 28 юли 2011 година.